# トップス・マーケット
トップス・マーケット(Tops Supermarket)は、タイで、主にスーパーマーケットを展開する企業。セントラル・グループの傘下である。
トップス・マーケットの他、トップス・スーパーマーケット、トップス・スーパー、トップス・デイリー、セントラル・フード・ホールなどのブランド名の店舗を展開している。タイ国内で約120店舗を展開していて、最大のスーパーマーケットチェーン店である。
欧米系の商品が充実している。

## Tops marketの店舗
- セントラルデパート内
  - シーロム (シーロムコンプレックス1F)
  - バンナー
  - ラーマ3世通り
  - ピンクラオ
  - ラミントラ
- ロビンソン内
  - スクンビット･ソイ19
  - ランシット
  - ファッションアイランド
- その他
  - スクンビット・ソイ24
  - スクンビット・ソイ41
  - トンロー (ソイ4-6)
  - ラチャダー (エスプラネード内)　
  - The crystal （エカマイ・ラミントラ通り）
  - All Season place
  - MBK
  - Nanglyngee
  - Piyaron (スクンビット・ソイ101/1)
  - Sukhapital ソイ3
  - Tops MarketPlace シーロム
  - Tops MarketPlace ウドムサック